# Cyartonematidae
Cyartonematidae é uma família de nematóides pertencentes à ordem Desmoscolecida.
Géneros:
- Cyartonema Cobb, 1920
- Cyartonemoides Thanh & Gagarin, 2011
- Paraterschellingia Kreis, 1935